# Wynkyn de Worde

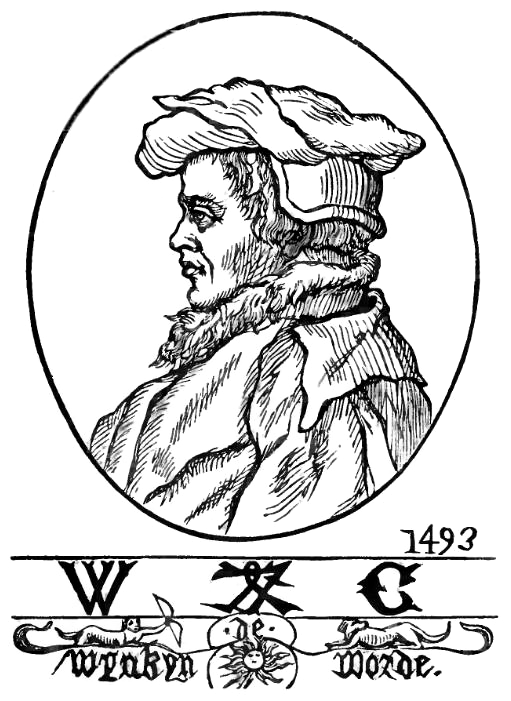
Porträt und Druckermarke von Wynkyn de Worde

Wynkyn de Worde, in verschiedenen Quellen auch Winandus van Worden, John oder Johannes Wynkyn oder Wykyn, Wynkyn Vort oder William Wykyn († 1535 in London) war ein englischer Buchdrucker.

## Leben
Man vermutet, dass De Worde aus Woerth im Elsass stammte. Er war Gehilfe des ersten englischen Buchdruckers William Caxton, mit dem er seit 1477 in Westminster arbeitete. Vermutlich kam er mit oder kurz nach Caxton nach England. Nach dessen Tod († 1491) brachte De Worde als sein Nachfolger über 800 Titel in 45 Jahren heraus und zog mit seiner Druckerei im Jahre 1500 von Westminster in die Londoner Fleet Street. Er druckte als erster Engländer Musik- und Kursivschrift. Weiterhin brachte De Worde viele Schulbücher heraus, wie etwa die Grammatiken von John Colet, Erasmus von Rotterdam und William Lilly.

## Werke (Auszüge)
- Vitae Sanctorum Patrum
- Bartholomaeus de Proprietatibus Rerum von John Trevisa
- Dives and Pauper
- The Book of St. Albans
- The Canterbury Tales
- Contemplacyon of sinners von William Touris
- Mandeville’s Travels
- Beves of Hamtoun
- Guy of Warwick
- Robin Hood (A Lytell Geste of Robyn Hode)
- The Miracles of Our Lady
- The Rote or mirror of Consolation
- The Twelve profits of tribulation
- The Bowge of Court von John Skelton
- The History of the Three Kings of Cologne
- The Ship of Fools
- The World and the Child
- Gesta Romanorum
- Christmasse Carolles

## Trivia
Die Figur William de Worde in Terry Pratchetts Scheibenwelt-Romanen ist eine Verschmelzung der Namen der beiden Drucker William Caxton und Wynkyn de Worde.